# Allopumiliotoxin 267A
Az allopumiliotoxin 267A egyes nyílméregbéka-félék bőrében található mérgek egyike. A békák a méreg eredeti változatából, a pumiliotoxin 251D-ból állítják elő. Egereken végzett kísérletek azt mutatják, hogy ötször erősebb méreg, mint a pumiliotoxin 251D. Több különböző módon szintetikusan állítják elő, mert a természetben ritka.

## Fordítás
- Ez a szócikk részben vagy egészben  az   Allopumiliotoxin 267A című angol Wikipédia-szócikk fordításán alapul.  Az eredeti cikk szerkesztőit annak laptörténete sorolja fel. Ez a jelzés csupán a megfogalmazás eredetét és a szerzői jogokat jelzi, nem szolgál a cikkben szereplő információk forrásmegjelöléseként.
- Ez a szócikk részben vagy egészben  az   Allopumiliotoxin című angol Wikipédia-szócikk fordításán alapul.  Az eredeti cikk szerkesztőit annak laptörténete sorolja fel. Ez a jelzés csupán a megfogalmazás eredetét és a szerzői jogokat jelzi, nem szolgál a cikkben szereplő információk forrásmegjelöléseként.

## Lásd még
- Pumiliotoxin 251D